# Batchingou
Batchingou (ou Bachingou) est un groupement de l'Ouest Cameroun, en 'pays' Bamiléké.
Situé dans le département du Ndé, le village est à 17 km de Bangangté. Au carrefour Bangou, sur la route nationale Bangangté-Bafang prendre l'embranchement en direction du Sud; direction opposée à Bangou.
Batchingou fait partie des treize chefferies traditionnelles Bamiléké du département du Ndé.

## Histoire
L'histoire de Batchingou est complexe. Vers le IXe siècle, les populations de Batchingou étaient essentiellement autochtones ; nous avions à Toungwe Zassatouo, les Zayep, et les Ta'a Djanang. À Bangwe nous avions,  les Chia woufack, les Taffieu Zo'o ssou, et les Zo'o chia Youkousse. Enfin à Tousseu nous avions : Feunou, Zalegue, Zachii, Zo'o Kasse, Mbieu Yepsieu, Mbieu Dotouo.
Après le XVIe siècle plusieurs autres peuplements s'installèrent à Batchingou.

### Légendes
- La panthère qui a semé la terreur dans la petite ville de Bangangté en 1983 était, dit-on, le chef Batchingou, récemment décédé, revenu tourmenter les vivants.
- Le Kougang est une danse traditionnelle pratiquée par 95 % de la population de Batchingou. Son fondateur fut Wemba Zeuffieu qui plus tard a donné le pouvoir à Zayack. Zayack à son tour a donné ce même pouvoir du Kougang à son fils qui était appelé à succéder à son oncle maternel Sa'a Chiewah ; Ta'a Mèchui Ngassip complète la liste des Ta'a Kougang Dog Vieuheu (09 cornes) à Batchingou, le reste des Ta'a Kougang sont des Tchah [1].

### Toponymie
La chefferie Batchingou est une monarchie qui existe depuis le seizième siècle. Plusieurs chefs se sont succédé au trône de cette chefferie.
Ce groupement doit son nom à son rôle joué dans la protection des personnes car elle offrait asile et assistance aux persécutés et aux opprimés.
Batchingou veut dire "terre des hommes de décision". Leur éloge est Tahkoua qui signifie protecteur des faibles ou plus précisément "père des esclaves".
Dans le temps, des villages voisins effectuaient le commerce des hommes, pour travailler dans des plantations et, pour tous ceux qui passaient par Batchingou, ils étaient soit arrachés par force, soit achetés, pour ne pas servir comme esclaves, mais plutôt pour bénéficier de leur liberté. Ils étaient libres de retourner chez eux ou tout simplement de bénéficier d’un lopin de terrain où ils devaient s’installer grâce à l’aide de la communauté.

### La chefferie Batchingou
La grande case est un vaste intérieur meublé de plusieurs types de tables, fauteuils et chaises traditionnels.
C’est une salle d’environ 900 m, avec un plafond haut de quatre mètres environ, entièrement fait de bambous décorés de peintures typiques de la tradition zoulou. Sur les murs également faits entièrement en bambous, sont dessinés des animaux sauvages et, en face de la grande porte au fond du mur d’en face, il y a une estrade somptueuse avec une grande table en bois massif bien décorée et derrière celle-ci il y a un grand siège qui domine. Tout est revêtu de peaux de panthères et, devant le grand siège fabriqué en bois noir (le bois d’ébène), se placent deux statues typiques de lions, un véritable travail de maître. Il y a aussi de grosses défenses d’éléphants qui cassent l’aspect homogène, de tendance sombre, de toute l’estrade. Sur tout le long, un tissu (Nzehn ndop), par son fond bleu et des dessins de couleur blanche, totalement brodé à la main par de vrais artisans locaux, couronne comme le veut la tradition et donne à cette majestueuse zone de la grande salle sans laquelle la chefferie n’aurait jamais existé, un décor riche en beauté. Deux petites chaises sculptées et sans dossiers sont placées de part et d’autre de celle du chef.
Batchingou a chez les Bamiléké en général a battu un record avec le plus jeune notable à la cour royale ; âgé de 22 ans en 1997, le titre de Sa'a Kap a été attribué à un jeune du village vu sa bravoure et son implication dans les affaires internes et externe du groupement.

## Lignée régnante
| Rang                       | Souverain | Période | Notes |
| -------------------------- | --- | --- | --- |
| ...1 2 3 4 5 6 7 8 9 10 11 | Tchanse Naassock Neutchou Leckssack Pangang Tchiekak Tchiengang Wougang Tchiengue Ngongang Salomon Kepgang Matthieu | 1570 -1612 1612-1658 1658-1713 1713-1763 1763-1764 1764-1799 1799-1834 1834-1874 1874-1919 1919-1959 1959-1982 | Tchanse; Grand Chasseur Fils de Tchanse Chef barbu Il eut beaucoup de problèmes avec les Tousseu Il meurt sans laisser de descendance Frère ainé de Pangang (mère commune) RAS- Woungang fit partir 12 familles du quartier Ngwhouon pour installer ses enfants et ses sujets Tchiiengue par ignorance, il attribua Bangou carrefour à son frère Bangou et une partie de Toukou à Bamena Ngongang fut surnommé Salomon par les Allemands pour sa bravoure. Kepgang aimait beaucoup son village |
| ...                        | Nana Andre Flaubert                                                                                                 | Depuis le 10 novembre 1982 42 ans, 5 mois et 7 jours                                                           | Fils du précédent, roi des Batchingou est à la tête du royaume depuis 1982. |

## Géographie

### Situation
Batchingou est située dans l’arrondissement de Bangangté, département du Ndé, région de l'Ouest au Cameroun. Elle est enclavée et traversée par une route non bitumée. Batchingou possède une superficie de 39 km2[réf. nécessaire].  
Batchingou compte 03 communautés (Tousseu, Toungwe et Bangwe) et 15 quartiers. 
Tousseu 1,
Tousseu 2,
Tousseu 3,
Ngnwong,
Toukou,
Kaala,
Dèwè,
Bangwe,
Keba,
Touta,
Defop,
Toungwe,
Doug 1,
Doug 2,
Zap
Batchingou est séparé de Bangou, au moins partiellement, par une rivière  et en guise de rappel le Wouri prend sa source au pied du mont Ndoumbock  . 

Batchingou est doté d'un relief assez diversifié qui fait de lui la region de l'Ouest en miniature. On y trouve des plaines, plateaux, vallées, cols, chutes, grottes et le mont le plus haut du département du Ndé Ndoumbock à  2100m d'altitude.  
| Bangou | Bangou     | Bamena   |
| Bana   | Batchingou | Bamena,  |
| Batcha | Batcha     | Balengou |

## Éducation, Sport & Santé

### Éducation
La présence de plusieurs établissements scolaires réduit l'exode.
Les élites et parents Batchingou participent - comme dans le reste du pays - à la création, à la construction des bâtiments et à l'équipement des établissements. Bien qu'encore sous équipées, c'est une habitude que les écoles soient fréquentées par un grand nombre d'écoliers.

#### Écoles
- École publique de Bangwe,
- École publique de Batchingou,
- École catholique de Batchingou

### Collèges et lycées
- Lycée technique de Batchingou , créé en 2006 et ouvert en 2007
- Lycée bilingue de Batchingou, créé en 2024; précédemment CES de Batchingou

#### Sport
Des parties de football se pratiquent régulièrement sur le terrain de Batchingou.

#### Hôpitaux
Le centre de santé du village répond à la volonté des Batchingou d'avoir à proximité une unité de soins. Les cas les plus graves sont transférés à Bangangté.